# 1838

## Родени
- Марин Дринов, български историк
- Сюлейман паша, османски офицер
- Агапий Войнов, български просветен деец
- Андрей Стоянов, български политик
- Методий Кусев, български духовник
- Христо Иванов-Големия, български революционер и политик
- 25 януари – Юлия Вревска, руска баронеса
- 9 февруари – Ивлин Ууд, британски фелдмаршал
- 16 февруари – Шигенобу Окума, Министър-председател на Япония
- 5 април – Тодораки Пешов, български политик
- 16 април – Ернест Солвей, белгийски химик
- 22 април – Аритомо Ямагата, Министър-председател на Япония
- 28 април – Тобиас Михаел Карел Асер, холандски политик
- 6 юни – Томас Глоувър, шотландски търговец
- 6 юли – Ватрослав Ягич, хърватски славист
- 8 юли – Фердинанд фон Цепелин, Германски граф, генерал и авиоконструктор
- 8 октомври – Джон Хей, американски политик
- 25 октомври – Жорж Бизе, френски композитор
- 29 ноември - Джовани Лози, италиански духовник

## Починали
- 17 май – Шарл Морис дьо Талейран, френски политик
- 19 юли – Пиер Луи Дюлон, френски физик и химик
- 21 август – Аделберт фон Шамисо, немски писател и учен
- 22 септември – Салих Ага,
- 24 октомври – Джоузеф Ланкастър, английски учител
- 20 декември – Франсоа Пуквил, френски дипломат и учен

Вижте също:
- календара за тази година